# 組手 (空手)
組手（くみて）は、主に二人で相対して行う空手の練習形式の一つ。決まった手順にしたがって技を掛け合う「約束組手」、自由に技を掛け合う「自由組手」、勝敗を目的にした「組手試合」、他に型の有効性を検証する型分解を分解組手と呼ぶ場合もあるが、これも約束組手の一種である。
日本由来の伝統的な柔術や柔道における乱取り(乱捕り、自由乱取り)に相当する。
また柔道において「組み手」というと、立技の攻防の際に相手の道着の掴み方、あるいはそれに関わる技術(組み手 (柔道))を指す。相撲においても「組み手」というと、互いに組み合わせる腕の位置、四つ相撲の右四つ、左四つなどの型のことを指す。

## 歴史

### 沖縄時代

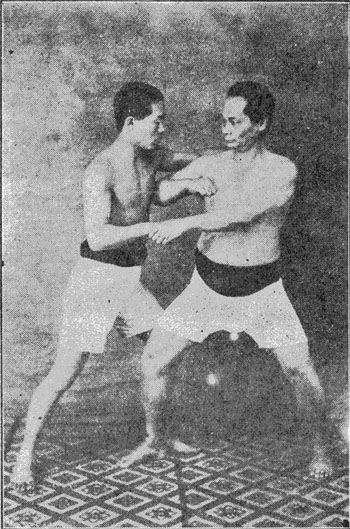
本部朝基の十二本組手（大正15年）。

組手は、本部朝基によれば、琉球方言で「手を組む」という表現から来ているとされる。組手は琉球王国時代から行われていたのであるが、組手の伝書が存在しなかったため、当時の組手が具体的にどういった形のものであったかは分かっていない。
船越義珍は、「組手と云って特にあるものではなく」 と述べ、また本部朝基も「組手は琉球において古より行われたのであるが未だ　制定した型というものはなく、なお文献にも残っていない」 と語っているように、柔術形のような制定された約束組手は、明治頃まで存在していなかったと考えられている。
1867年、首里崎山にあった琉球国王の別邸・御茶屋御殿で開催された冊封使節のための祝賀会において、新垣通事親雲上（新垣世璋）と真栄理筑登之親雲上の二人が「交手」を演武したとの記録があり、これは組手のことを指していると考えられているが、名称のみで内容は不明である。
今日現存する最古の組手書は、本部朝基が1926年（大正15年）に著した『沖縄拳法唐手術組手編』で、それ以前のものは現存していない。この書で発表された12本の約束組手（朝基十二本組手）は、現代の競技試合から取り除かれた急所攻撃などが多く含まれており、古来の組手の様子をうかがい知ることができる。ほかに、花城長茂が学校体育用に1905年（明治38年）に作成した約束組手の一部を、『空手道大観』（昭和13年）の掲載写真から解読する試みが近年行われている。
沖縄時代の組手が判然としないのは、伝書が存在していないというだけでなく、当時の空手が型稽古中心で、組手がそもそも練習において大きな比重を占めていなかったためでもある。型稽古の他には、巻藁やチーシー、サーシーといった道具を用いた鍛錬稽古と、あとはわずかばかりの型分解のようなものがあるだけで、型で覚えた技を実際に試したい者は、那覇の辻町（遊郭街）などで行われていた「掛け試し」と呼ばれる一種の野試合を行う必要があった。しかし、本部朝基などを例外とすれば、掛け試しによる実戦の修業も一般的ではなかったと考えられている。

### 大正・昭和初期

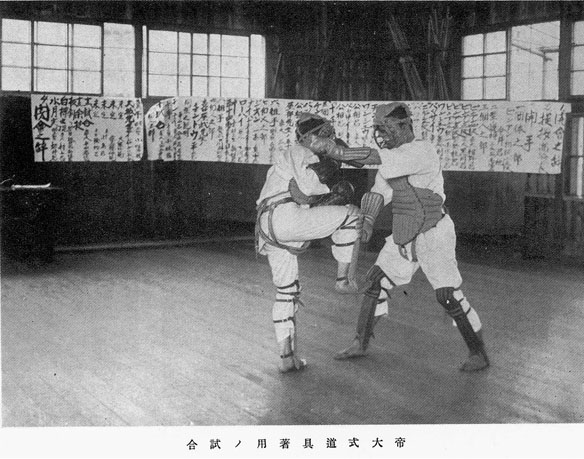
東大の防具付き空手試合（昭和4年）

空手は大正時代に沖縄から本土にもたらされたが、初期の頃はやはり型稽古が中心であった。一種の分解組手（型分解）のようなものはあったが、「分解して本に書いてあるわずかな組手しかなくてあれが中心でした」（小西康裕） とされるように、わずかな数しかなく体系的なものでなかった。内容もいまほど精妙をきわめておらず、ずいぶん疑問な点があったが、質問しても「一つの礼式だということで理由をはっきりできなかった」という。また、約束組手や自由組手はまだ存在していなかった。しかし、当時すでに本土では柔道や剣道などで試合が行われており、また乱取り稽古も積極的に行われていたので、型のみの稽古に次第に本土の若者達は不満を募らせていった。
また、小西によると、永岡秀一（柔道十段）や磯貝一（柔道十段）等、当時の講道館の重鎮達からも、「君のやる空手は型だけではわからんから、もう少し一般の人がわかるように少し工夫したらどうだ」と、その型偏重の稽古スタイルが度々批判されたという。
こうした不満や批判を背景として、当時の若者達がそれぞれ独自に約束組手や組手試合を考案していったが、これらが今日の空手の組手の原型である。大塚博紀（和道流開祖）、小西康裕（神道自然流）、山口剛玄（剛柔流）、澤山宗海（日本拳法開祖、摩文仁賢和門下）達である。
本土で最初に約束組手を作ったのは船越義珍高弟の大塚博紀であったが、大塚は当初演武会のために組手を考案した。戦後のインタビューで、大塚は当時演武会で見せるものが何もなくて困ったので、柔術から居捕りや短刀捕り、太刀捕りなどを取り入れて作ったと、創作秘話を語っている。大塚は、1929年（昭和4年）頃からは、組手試合も試験的に始めた。
小西康裕も柔道界からの批判を受けて、「私は竹内流のネ、やり方だとか柳生心眼流や甲賀流のやり方だとかを取り入れて、だいたいデッチあげた形」 で約束組手を作り上げたところ、講道館の重鎮達から「それなら良い」と評価されたという。
一方関西でも、昭和に入ると立命館大学の山口剛玄（宮城長順門下）が独自に組手を創作していた。山口は1929年（昭和4年）頃に「型中心の空手に満足しなかった私は、更に一歩進んだ考え方から、実戦組手を創案して現在のような交歓稽古ができる基礎を作りました」 と、戦後に雑誌に寄せた論考の中で語っている。
また、関西大学柔道部に在籍していた澤山宗海（本名・勝）は、1929年（昭和4年）に摩文仁賢和と宮城長順（剛柔流開祖）を招聘して、関西大学唐手研究会を設立したが、次第に型のみの稽古に物足りなさを感じて、1932年（昭和7年）、「大日本拳法」という防具組手を主体とする空手とは別の武道を創設した。
しかし、こうした態度は沖縄から来た空手家の指導を疑うようなもので、黙認される場合もあったが大問題に発展した事例も存在した。特に東京帝国大学の坊秀男、三木二三郎らが始めた防具組手は、船越の逆鱗に触れ船越の東大師範辞任問題にまで発展した。また、同じ頃、船越門下の大竹一蔵、坂井賛男、アマチュアボクシングの洪胤植らが九段下に作った「大日本拳法研究会」が、空手と拳闘（ボクシング）の共同研究と称して防具付き空手を始めたが、これにも船越は激怒して坂井を破門にしている。こうした反対に遭い、空手の組手試合の正式な確立は戦後まで持ち越すことになった。

### 戦後

#### 本土

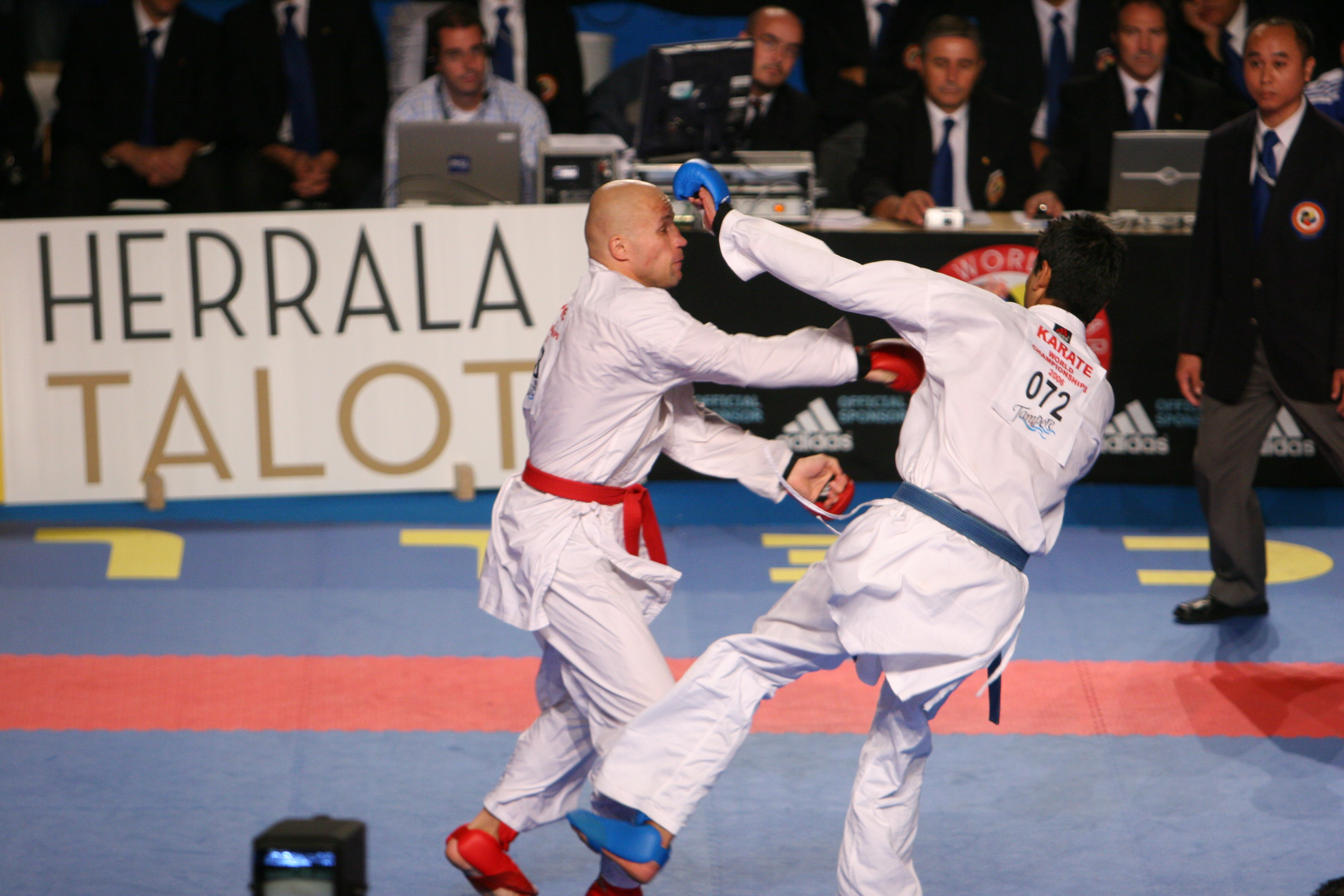
伝統派空手の組手試合

戦後、本土では全日本空手道連盟錬武会の前身・韓武舘が独自に防具組手を考案して、1946年（昭和21年）頃から、組手試合を始めた。1954年（昭和29年）には、第1回全国空手道選手権大会を開催して、防具付きルールで大規模な試合を実施している。
また、1950年（昭和25年）に結成された全日本学生空手道連盟により、1957年（昭和32年）に全日本学生空手道連盟主催で伝統派（寸止め）ルールによる「第1回全日本学生空手道選手権大会」が開催された。
ほかに、山田辰雄も、昭和20年代から独自にグローブ空手を考案して、1962年（昭和37年）には第1回空手競技会を開催して、後のフルコンタクト空手の先駆けとなった。
1964年（昭和39年）、全日本空手道連盟（全空連）が結成され、1969年（昭和44年）、第1回全日本空手道選手権大会が開催された。翌1970年（昭和45年）には、第1回世界空手道選手権大会が東京（日本武道館）、大阪（大阪府立体育会館）で二度に分けて開催された。これに先立つ1968年（昭和43年）には、メキシコオリンピックにて、メキシコオリンピック招待空手道選手権大会が開催された。

#### 沖縄
戦後の沖縄では、一心流（島袋龍夫）、上地流（上地完英）、沖縄拳法（中村茂）、本部流（上原清吉）等一部の流派で組手稽古は積極的に行われていたが、こうした例は例外的でややもすれば異端視され、小林流（知花朝信）や剛柔流（宮城長順）などの主要流派では、昔ながらの伝統的な型稽古が中心であった。
しかし、剛柔流でも一部の道場（渡口政吉）では、米国軍人相手の指導において、昔ながらの型稽古では彼らの容赦ない質問を満足させることができないことを痛感して、独自に型分解（分解組手）や基礎組手（基本組手）を制定して、稽古体系の合理化を図っていった。また、小林流でも一部道場（比嘉祐直）で、「掛り稽古」と称して組手稽古を行うところがあった。
組手試合の開催も本土より出遅れていたが、1960年代から各流派・団体が個別に開催する形で徐々に始まった。他にも琉球大学空手道部や県下の各高校で、独自に組手試合が行われるようになった。
国体への参加は、全日本空手道連盟への加盟問題や本土流派が中心となって制定したルール（指定形）への反発から、沖縄県体育協会（県体協）に加盟する全沖縄空手道連盟（会長・八木明徳）が反対したため見送られていた。しかし、沖縄での国体開催が近づく中で、ついに県体協は全沖縄空手道連盟を脱会処分にし、代わりに国体参加を容認する新設の沖縄県空手道連盟（会長・長嶺将真）を加盟させた。翌1982年（昭和57年）には、沖縄空手道連盟主催の第一回空手道選手権大会が島根国体の予選も兼ねて開催された。その後は、1987年（昭和62年）に沖縄県で開催される海邦国体へ向けて取り組みが強化され、競技組手の普及とレベルアップが図られた。
しかし、この国体参加問題は、沖縄空手各流派・団体の間に深刻な亀裂をもたらした。全沖縄空手道連盟、沖縄県空手道連盟のほかに、その後いくつかの組織が設立され、ますます混迷を深めた。こうした状況の中で、沖縄独自の組手をどうするかという問題は置き去りにされたまま残り、うやむやのうちに本土の競技空手に迎合したことについては批判も存在する。

## 組手の変質と多様化
戦後、試合ルールが統一化されなかったために、防具付き空手、寸止め空手、フルコンタクト空手それぞれが、独自のルールを制定して組手試合を実施した結果、組手のスタイルや技術なども分裂の様相を呈するようになった。
また、組手試合を実施・発展させる過程で、ボクシングやムエタイの技術を導入する動きもあったため、今日の空手の組手は、沖縄古来の組手とは別物であるとの批判もある。さらに、1990年代から興った総合格闘技ブームに影響されて、打撃技だけでなく、投げ技や寝技を技術体系に導入する流派も増えてきた。
それゆえ、「空手」という名称に必ずしもこだわらなくなった流派や、空手という名称でありながら、実態はキックボクシングや総合格闘技に近い流派・団体も存在している。一方で、沖縄空手の組手への回帰も唱えられるようになり、空手の組手のあり方はますます多様化している。